# Сімейна економіка
Сімейна економіка — первинна і найвизначніша ланка усієї соціально-економічної системи в країні, є одним із найважливіших суб'єктів національних економік. Сім'ї являються крупними споживачами на ринку, що сприяє
формуванню основних його факторів, можуть виступати як виробники, оскільки обсяг продукції, що ними виробляється, покриває неформальну частину ринку, а також в них закладено функцію відтворювального процесу — раціональна поведінка, що в значній мірі визначає ефективність розвитку економіки. Рівень розвитку економічної системи кожної країни найяскравіше представлено рівнем розвитку сім'ї.
Термін «сімейна економіка» можна використовувати для опису сім'ї як економічної одиниці. Ранні етапи розвитку багатьох економік характеризуються сімейним виробництвом.
На ранній, доіндустріальній стадії, технологія була обмеженою і незмінною. Більшість економічної діяльності відбувалася в домогосподарстві, а виробництво та розподіл організовувалися звичаями та традиціями. Високий рівень смертності та низька продуктивність означали, що життя на фермах і в містах було коротким, а умови життя суворими — існування, яке сприймалося фаталістично. У цьому суспільстві сім'я відігравала центральну роль, оскільки економічний і соціальний статус визначався народженням, родинними зв'язками та місцевими звичаями. Найголовніше те, що сім'я була продуктивною одиницею, а фізична сила — як правило, чоловічий атрибут — була важливим елементом виживання.
Сімейна економічна одиниця завжди залежала від спеціалізованої праці членів сім'ї. Сім'я була виробником з кількох поколінь, капітал і землю надавали старші покоління, а робочу силу — молодші. Товари вироблялися не тільки для домашнього споживання, але й для продажу та торгівлі на ринку. Сімейне виробництво обмежувалося не лише сільськогосподарськими продуктами, але вони також виробляли промислові товари та надавали послуги.
Щоб підтримувати життєздатну сімейну економіку в доіндустріальну еру, потрібна була праця. Праця, необхідна для ведення господарства та забезпечення старості, надходила від членів родини, народжуваність була високою. Висока народжуваність і гарантована робота на сімейній фермі робили освіту, окрім елементарної грамотності, необхідної для читання Біблії, дорогою та непотрібною.
Приблизно на постіндустріальному етапі європейська сім'я змінила одиницю виробництва на одиницю споживання. Нова ера індустріалізації, в якій опинилася Європа, принесла їй численні зміни. Тепер сільським господарством можна було займатися меншою кількістю людей, усунувши потребу в дітях як економічних активах і натомість створивши погляд, у якому вони розглядалися як пасив. На додаток до цього, нові ідеї та винаходи, які дозволили здійснити індустріалізацію, ще більше сприяли загибелі сімейної економіки. Нові соціальні норми передбачали капіталістичний ринок, який заохочував виробництво на великих фабриках, фермах і шахтах. Наймана праця стане основним продуктом європейського суспільства, і члени сім'ї більше не будуть працювати разом, а натомість використовуватимуть свою зарплату, яку вони заробили, щоб купувати товари, які вони споживають як сім'я. Промислова революція, яка почалася в дев'ятнадцятому і тривала в двадцятому столітті, розглядається як сила, яка змінила економічну сім'ю і в основному відповідає за "сучасну сім'ю".

## Додаткова інформація
- Nussbaum, M. (2000) Women and Development: The Capabilities Approach, Cambridge University Press, New York.
- Paarlberg, Don. "The Future of the Family Farm." The Saturday Evening Post. March 1976, pp. 42–43.